# Episodi di Daniel Boone (prima stagione)
La prima stagione della serie televisiva Daniel Boone è stata trasmessa in anteprima negli Stati Uniti d'America dalla NBC tra il 24 settembre 1964 e il 29 aprile 1965.
| nº | Titolo originale               | Titolo italiano        | Prima TV USA      | Prima TV Italia |
| -- | ------------------------------ | ---------------------- | ----------------- | --------------- |
| 1  | Ken-Tuck-E                     |                        | 24 settembre 1964 |                 |
| 2  | Tekawitha McLeod               | Il mercante di schiavi | 1º ottobre 1964   | 4 febbraio 1982 |
| 3  | My Brother's Keeper            |                        | 8 ottobre 1964    |                 |
| 4  | The Family Fluellen            |                        | 15 ottobre 1964   |                 |
| 5  | The Choosing                   |                        | 29 ottobre 1964   |                 |
| 6  | Lac Duquesne                   |                        | 5 novembre 1964   |                 |
| 7  | The Sound of Wings             |                        | 12 novembre 1964  |                 |
| 8  | A Short Walk to Salem          |                        | 19 novembre 1964  |                 |
| 9  | The Sisters O'Hannrahan        |                        | 3 dicembre 1964   |                 |
| 10 | Pompey                         |                        | 10 dicembre 1964  |                 |
| 11 | Mountain of the Dead           |                        | 17 dicembre 1964  |                 |
| 12 | Not in Our Stars               |                        | 31 dicembre 1964  |                 |
| 13 | The Hostages                   |                        | 7 gennaio 1965    |                 |
| 14 | The Returning                  |                        | 14 gennaio 1965   |                 |
| 15 | The Prophet                    |                        | 21 gennaio 1965   |                 |
| 16 | The First Stone                |                        | 28 gennaio 1965   |                 |
| 17 | A Place of 1000 Spirits        |                        | 4 febbraio 1965   |                 |
| 18 | The Sound of Fear              |                        | 11 febbraio 1965  |                 |
| 19 | The Price of Friendship        |                        | 18 febbraio 1965  |                 |
| 20 | The Quietists                  |                        | 25 febbraio 1965  |                 |
| 21 | The Devil's Four               |                        | 4 marzo 1965      |                 |
| 22 | The Reunion                    |                        | 11 marzo 1965     |                 |
| 23 | The Ben Franklin Encounter     |                        | 18 marzo 1965     |                 |
| 24 | Four-Leaf Clover               |                        | 25 marzo 1965     |                 |
| 25 | Cain's Birthday: Part 1        |                        | 1º aprile 1965    |                 |
| 26 | Cain's Birthday: Part 2        |                        | 8 aprile 1965     |                 |
| 27 | Daughter of the Devil          |                        | 15 aprile 1965    |                 |
| 28 | Doll of Sorrow                 |                        | 22 aprile 1965    |                 |
| 29 | The Courtship of Jericho Jones |                        | 29 aprile 1965    |                 |